# Alexia Laroche-Joubert
Pour les autres membres de la famille, voir Famille Laroche-Joubert.
Alexia Laroche-Joubert, née le 18 décembre 1969 dans le 16e arrondissement de Paris, est  une productrice française et également une animatrice de télévision et de radio.

## Biographie

### Famille
Alexia Marie Brigitte Laroche-Joubert naît le 18 décembre 1969 dans le 16e arrondissement de Paris du mariage de Patrick Laroche-Joubert, publicitaire, et de Martine Gabarra, journaliste et grand reporter, connue sous le nom de Martine Laroche-Joubert.
Le 5 juin 2002, elle met au monde une fille, Solveig Blanc, issue de son union avec Yan-Philippe Blanc, président-directeur général de Warner Music France, après avoir été directeur du label Mercury (Universal Music Group). Il meurt le 9 juillet 2003 à Paris, à la suite d'un accident de moto. Le 7 juillet 2007, elle épouse à la mairie du 7e arrondissement de Paris Guillaume Multrier, un homme d'affaires, président-directeur général d'une agence de communication et fondateur du site internet de jeux en ligne Bananalotto.fr. Puis donne peu après naissance, le 17 décembre 2007 à Paris, à sa seconde fille, Isaure,, actrice elle aussi (elle joue le rôle de la petite Amanda dans le film du même nom). Ils divorcent en 2010. En 2015, elle épouse le chirurgien-urologue Alexis Lesueur dont elle divorce et depuis 2021, elle vit avec Mathieu Grinberg, directeur d’hôtel en Croatie.

### Formation
À l'issue d'études de droit à l'université Panthéon-Sorbonne, Alexia Laroche-Joubert obtient un diplôme d'études supérieures spécialisées (DESS) en droit de la propriété intellectuelle.

### Carrière
De 1988 à 1996, Alexia Laroche-Joubert est collaboratrice de son beau-père Michel Thoulouze sur Canal Jimmy puis des animateurs Michel Denisot et Marc-Olivier Fogiel pour les émissions de Canal + Télés Dimanche et TV+ de 1996 à 1998.
En 1998-1999, elle est rédactrice en chef à l'unité magazines et documentaires de TF1. En 2000-2001, elle est rédactrice en chef du magazine people Exclusif sur TF1.
En 2001-2002, elle produit l'émission de télé-réalité Loft Story sur M6 et de 2001 à 2008 le télé-crochet de TF1 Star Academy, dont elle est la directrice lors des saisons 1, 2, 5, 6 et 7.
De 2004 à 2008, elle est directrice des programmes d'Endemol France[réf. nécessaire].
En 2007, elle anime sur la radio Europe 1 l'émission Racontons-nous et présente Ma drôle de vie sur TMC. À partir de 2010, elle anime l'émission Chaps and the city sur la chaîne Equidia.
Elle se spécialise dans la production de nombreuses émissions de télé-réalité telles que Nice People, La Ferme Célébrités, Première Compagnie, Secret Story pour TF1, Dilemme, Les Ch'tis et Les Marseillais sur W9, 10 couples parfaits sur NT1, etc., de divertissements, de magazines tels que Et toi, est ce que tu buzz ?, un programme consacré à Internet animé par Énora Malagré sur France 4 ou encore le magazine Y'a que les imbéciles qui ne changent pas d'avis! présenté par Valérie Damidot sur M6. Elle est également la productrice de programmes animaliers tels que Véto junior puis Une saison au zoo sur France 4 à partir de 2014, du jeu Le Maillon faible, la nouvelle version présentée par Julien Courbet sur D8 en 2014-2015, et de la série Cut ! diffusée sur France Ô[réf. nécessaire].
En 2012, elle participe  pour la première fois, comme candidate à Fort Boyard, sur France 2, dans une équipe composée de Florian Gazan, Élodie Gossuin, Bruno Guillon, Christophe Jallet et Manu Lévy, jouant au profit de l'association Petits Princes. En 2016, elle est nommée présidente d'Adventure Line Productions. En mai 2016, Denis Brogniart annonce en direct de la finale de la saison 15 de Koh-Lanta qu'elle devient la nouvelle directrice de la production de cette émission. Elle produit également le jeu Fort Boyard  sur France 2. Elle y participe de nouveau comme candidate en 2022 aux côtés de Fred Bousquet, Julien Fébreau, Hugo Manos, Candice Pascal et Guillaume Pley pour le compte de l'association Graine de joie.
En 2017, elle devient la nouvelle productrice de l'émission pour la jeunesse Les Minikeums, qui fait son retour sur France 4, produite par ALP.
En octobre 2021, elle est nommée présidente de la société Miss France. Le 18 octobre 2021, l'association « Osez le Féminisme ! », ainsi que trois femmes n'ayant pas pu participer au concours et se disant victimes de discrimination à l'embauche, déclenchent une action en justice, arguant de l'absence de contrat de travail des Miss régionales et de la perpétuation des discriminations illégales concernant les critères de recrutement des Miss régionales par la production de Miss France,. Le lendemain, Alexia-Laroche Joubert, en tant que présidente de la SAS Miss France, déclare : « C‘est un concours, ce n’est pas régi par le droit du travail !  »,,. Pourtant, dès novembre 2021, la production de « Miss France » fait marche arrière en annonçant que les Miss participantes auront dorénavant bien un contrat de travail, sans se prononcer encore sur les discriminations. Plus précisément, les femmes participantes seront dorénavant considérées comme des salariées pourvues d'un contrat de travail conforme au droit du travail, mais le contrat de travail des Miss régionales ne couvrira que trois jours (les deux jours de répétitions précédant le spectacle, ainsi que le jour du spectacle en lui-même),,. Par conséquent, les Miss régionales n'auront pas de contrat de travail concernant les semaines de préparation précédant l'élection,.
Le 1er septembre 2023, Alexia Laroche-Joubert devient la PDG de Banijay France.

## Production
- 2001 et 2002 : Loft Story  (M6)
- 2001 - 2008 : Star Academy (TF1) : productrice[1] et directrice des saisons 1, 2, 5, 6 et 7 (TF1)
- 2003 : Nice People (TF1)
- 2004 : La Ferme Célébrités (TF1)
- 2004 : Le Pensionnat de Chavagnes (M6)
- 2005 : Première Compagnie (TF1)
- 2007 - 2017 : Secret Story (TF1, puis TF1 et NT1)
- 2008 : Une surprise peut en cacher une autre ! (France 2)
- 2010 : Dilemme (W9)
- 2010 : Et toi, est-ce que tu buzz ? (France 4)
- 2011 - 2014 : Les Ch'tis (W9)
- Depuis 2012 : Les Marseillais (W9)
- 2013 : Véto Junior (France 4)
- 2014 - 2022 : Une saison au zoo (France 4)
- 2014 : Y'a que les imbéciles qui ne changent pas d'avis !  (M6)
- 2014 : École 42, Born to code (documentaire)
- 2014 - 2015 : Le Maillon faible (D8)
- 2015 - 2016 : Mission plus-value (NRJ 12)
- Depuis 2016 : 
  - Koh-Lanta (TF1)
  - Fort Boyard et, depuis 2018 : Fort Boyard : toujours plus fort ! (France 2)
- 2016 - 2017 : Cut ! (série télévisée sur France Ô)
- 2017 : Les cerveaux (TF1)
- 2017 : 10 couples parfaits (NT1)
- 2017 : Le test qui sauve (France 2)
- 2017 : L'adresse idéale (NT1)
- 2017 : Undressed (NRJ 12)
- 2017 - 2021 : Les Minikeums (France 4)
- Depuis 2017 : École Aventure (Télétoon+)
- Depuis 2018 : La Carte aux trésors (France 3)
- 2019 - 2021 : Boyard Land (France 2)
- Depuis 2020 : Cleaners sur TFX
- Depuis 2020 : Forces spéciales : l'expérience sur M6
- Depuis 2020 : La cuisine de Willy (Okoo)
- Depuis 2021 : Le Grand Quiz (TF1)
- 2021 : Le quiz de Cyril Gossbo (Okoo)
- De 2021 à 2024 : Élection de Miss France (TF1)
- 2025: Montmartre

## Animation / participations
- 2003 : Eurobest (TF1) : jurée
- 2005 : J'ai aimé un cheval (Equidia) : animatrice
- 2007 : Racontons-nous (Europe 1) : animatrice
- 2007-2009 : Ma drôle de Vie (TMC) : présentatrice[1]
- 2009 : Le Plus Grand Quiz de France (TF1) : jurée
- 2009 : Panique dans l'oreillette (France 2) : invitée
- 2010 : Chaps and the city (Equidia) : animatrice[1]
- 2010-2016 : Le Grand Concours des animateurs (TF1) : candidate
- 2012, 2022 et 2024 : Fort Boyard (France 2) : participante
- 2012-2013 : Touche pas à mon poste ! (D8) : chroniqueuse
- 2013 : Popstars (D8) : jurée
- 2015 : Le Champion de la télé (TF1) : candidate
- 2015 : L'Académie des neuf (NRJ 12) : participante (deux fois)
- 2021 : Le Grand Quiz (TF1) : candidate

## Filmographie
- 1995 : Le Garçu de Maurice Pialat : actrice
- Dans le biopic consacré au gagnant de la saison 4 de Star Academy Grégory Lemarchal, Pourquoi je vis (2020), son rôle est interprété par Caroline Chirache.
- 2024 : Culte (série télévisée), comme productrice

## Publications
- (en collaboration avec Isabelle de Paillette) Pas de pitié pour les dindes !, éditions Plon, 2007  (ISBN 978-2-25920-585-6)[1].

## Pour approfondir